# Matthew Bates
Matthew David Bates (* 10. Dezember 1986 in Stockton) ist ehemaliger englischer Fußballspieler. Er spielte zumeist als Innenverteidiger, wurde aber auch im defensiven Mittelfeld oder auf der Rechtsverteidiger-Position eingesetzt.

## Karriere

### Spieler
Geboren in Stockton-on-Tees und aufgewachsen in Eaglescliffe, begann Bates im Alter von neun Jahren in einem Jugendzentrum für Manchester United zu spielen. Nach einigen Jahren wurde das Jugendzentrum geschlossen und Bates begann für seinen Heimatklub, den FC Middlesbrough, zu spielen. Mit diesem gewann er 2003/04 den FA Youth Cup und wurde daraufhin in die 1. Mannschaft befördert. Sein Ligadebüt gab er am 6. Dezember 2004 (4 Tage vor seinem 18. Geburtstag) als er beim 3:2-Sieg gegen Manchester City für Jimmy Floyd Hasselbaink eingewechselt wurde. Nach seiner erfolgreichen Zeit als Leihspieler bei Darlington schaffte er unter Manager Gareth Southgate den Durchbruch beim FC Middlesbrough.
In der Saison 2006/07 wurde er an Ipswich Town ausgeliehen, verletzte sich allerdings in seiner 2. Partie und kehrte im Januar 2007 wieder nach Middlesbrough zurück. Nach einem Jahr Pause wurde er im Januar 2008 zu Norwich City ausgeliehen, musste aber wieder verletzt zu Boro zurück. Es folgte seine dritte Knieoperation in nur 18 Monaten. Sein erstes Tor für den FC Middlesbrough erzielte er am 11. April 2009 gegen die Abstiegskonkurrenten aus Hull, das Spiel wurde 3:1 gewonnen.
Als Middlesbrough nach der Saison 2008/09 aus der Premier League abstieg, wurden Gerüchte laut, nach denen einige Klubs am Abwehrspieler interessiert wären. Trotz der vielen interessierten Premier League Klubs blieb Bates beim FC Middlesbrough und unterschrieb einen neuen Dreijahresvertrag.
Die neue Saison endete für Bates schon am 25. Juli, als er sich seine vierte schwere Knieverletzung zuzog. Nachdem er ein ganzes Jahr ausgefallen war, wurde er in der Saison 2010/11 unter Manager Tony Mowbray zum Kapitän ernannt und hatte somit auch eine Stammplatzgarantie. Bates zeigte seine Torgefährlichkeit und erzielte in der Saison insgesamt drei Tore. Die Saison 2011/12 begann für den Innenverteidiger grandios, denn nach den tollen Leistungen zu Beginn wurde er als Spieler des Monats im September ausgezeichnet. Insgesamt spielte er in der Saison 37 Mal und traf zweimal, außerdem spielte er die Rückrunde als Kapitän der Mannschaft. Dennoch wurde sein Vertrag nicht verlängert und Bates war vereinslos.
Im November 2012 nahm ihn der abstiegsbedrohte Bristol City unter Vertrag. Bei einem 1:1 gegen den FC Blackpool debütierte er für seinen neuen Verein in der Startformation. Bis zum Saisonende lief er in 13 Ligaspielen für Bristol auf und war nicht die ganze Zeit dort gesetzt. Nachdem sein Vertrag auch bei Bristol City nicht verlängert worden war, war er wieder ohne Verein.
Im Oktober 2013 unterschrieb er in der League One bei Bradford City. Am 9. Oktober 2013 (12. Spieltag) debütierte er bei der 0:1-Niederlage gegen Crawley Town in der Startelf. in der Saison 2013/14 war er größtenteils Stammspieler und spielte in der Restsaison 22 Ligaduelle.
Zur Folgesaison wechselte er zum Viertligisten Hartlepool United. Gegen den FC Stevenage debütierte er am ersten Spieltag in der ersten Elf für Hartlepool. Gegen Accrington Stanley schoss er am 14. Spieltag, als er im defensiven Mittelfeld auflief sein erstes Tor. Dort war er absolut gesetzt und spielte insgesamt 27 Mal. Nach dem Klassenerhalt spielte er in der Folgesaison wettbewerbsübergreifend 35 Mal. 2016/17 spielte nicht mehr so regelmäßig und lief nur in 20 Ligaspielen auf, wobei er ein Tor schießen konnte.

### Trainer
Bates übernahm erstmals im April 2017 nach der Entlassung von Dave Jones interimistisch bei Hartlepool, das zu diesem Zeitpunkt auf einem Abstiegsplatz lag, den Trainerposten. Trotz eines Sieges am letzten Spieltag stieg der Klub in die National League ab. Zur Saison 2017/18 gehörte Bates als Übungsleiter unter Cheftrainer Craig Harrison dem Trainerteam an, nach dessen Entlassung im Februar 2018 übernahm er erneut auf Interimbasis die Leitung der ersten Mannschaft. In der National League wurde er zum Trainer des Monats März 2018 gekürt, nachdem er die Mannschaft zu einer Serie von fünf ungeschlagenen Spielen in Folge geführt hatte (drei Siege, zwei Unentschieden) und im Anschluss an den erreichten Klassenerhalt wurde er im Mai 2018 zum Cheftrainer befördert. Seine Tätigkeit endete bereits Ende November 2018, als er nach einer Serie von sechs Niederlagen in Folge entlassen wurde.

## Auszeichnungen
Als Spieler
FC Middlesbrough
- FA Youth Cup 2003/04
- UEFA Cup Finalist 2005/06
- Football League Championship Player of the Month September 2011